# 우리는 가족
우리는 가족(우리는 家族, 슬로바키아어: Sme Rodina)은 2015년 슬로바키아에서 만들어진 보수주의 정당이다. 현재 지도자는 보리스 콜라르이며, 2020년 총선거 결과, 방향-사회민주주의에 이어 제3당이다.